# Marjorie Henderson Buell
Marjorie Henderson Buell (nacida como Marjorie Lyman Henderson, 11 de diciembre de 1904-30 de mayo de 1993) fue una caricaturista estadounidense, más conocida por su seudónimo Marge. Es la creadora de la caricatura La pequeña Lulú.

## Primeros años
Nacida en Filadelfia, Pensilvania, Buell tenía dieciséis años de edad cuando publicó su primera caricatura. En 1925, creó su primera tira de prensa redifundido, The Boy Friend, que se publicó durante 1926. Marge era amiga de Ruth Plumly Thompson, autora de Oz, e ilustró su novela fantástica King Kojo (1933).

## La pequeña Lulú

La pequeña Lulú, en una ilustración de 1947.

En 1934, Buell comenzó a trabajar en The Saturday Evening Post y al año siguiente publicó allí su primera caricatura de La pequeña Lulú. La historieta reemplazó a Henry, de Carl Anderson (que había pasado a King Features Syndicate) por lo que muchos rasgos de la protagonista se moldearon a partir de Henry con el objetivo de captar su éxito.

Lulú nació en 1935, cuando The Saturday Evening Post le pidió a Buell que creara un sucesor para Henry (la historieta anteriormente publicada en la revista, protagonizada por un niño robusto y mudo) que estaba pasando a redifusión nacional. El resultado fue La pequeña Lulú, la niña ingeniosa y callada (al principio) cuyos rizos recordaban los de la propia autora cuando era niña. Buell le explicó a un reportero: "Quería una niña porque las niñas pueden llevar a cabo escenas que en un niño se verían burdas".
Kathryn Allamong Jacob, conservadora de la Biblioteca Schlesinger

En 1935, contrajo matrimonio con C. Addison Buell. Se mudaron a Malvern, Pensilvania y tuvieron dos hijos, Fred y Larry.
La historieta siguió publicándose de manera semanal en The Saturday Evening Post hasta el 30 de diciembre de 1944. Buell retuvo los derechos, algo inusual en esa época, y a lo largo de la década de 1940 amplió el mercado: el personaje apareció en libros de historietas, dibujos animados y tarjetas de felicitación. En 1950 la tira pasó a ser diaria.
Los libros de cómics de La pequeña Lulú, cuya popularidad se expandió hacia otros países, fueron traducidos al árabe, neerlandés, finés, francés, japonés, noruego, portugués, español, sueco y griego.

## Artista
Buell fue la artista de Country Gentleman, Ladies' Home Journal y Collier's Weekly. Dejó de dibujar las tiras de La pequeña Lulú en 1947, pero otros continuaron el trabajo, mientras ella mantenía el control creativo. John Stanley, quien más tarde crearía Nancy and Sluggo, la reemplazó como dibujante y escritor de los textos de la serie de libros de historietas. Buell vendió sus derechos a Western Publishing cuando se retiró, en 1971.
Falleció de un linfoma en Elyria, Ohio en 1993 a la edad de 88 años.

## Archivos
En julio de 2006, la familia de Buell donó sus papeles a la Biblioteca Schlesinger en la Universidad de Harvard. Los papeles de Marge incluyen una colección de correo de sus fanes, libros de historietas, álbumes de recortes de los momentos más importantes de la historia de Lulú y un juego completo de las caricaturas publicadas en periódicos. El hijo de Buell, Larry, es profesor de literatura estadounidense en Harvard, y su hijo Fred es profesor de literatura inglesa en el Queens College de la Universidad de la Ciudad de Nueva York.